# 普霍維奇區
普霍維奇區（羅馬化：Pukhovichskiy rayon）是白俄羅斯中部明斯克州的一個區，行政中心为馬里納戈爾卡，面積2,442.23平方公里，2009年人口69,427，人口密度每平方公里28.44人。